# Energía solar en India

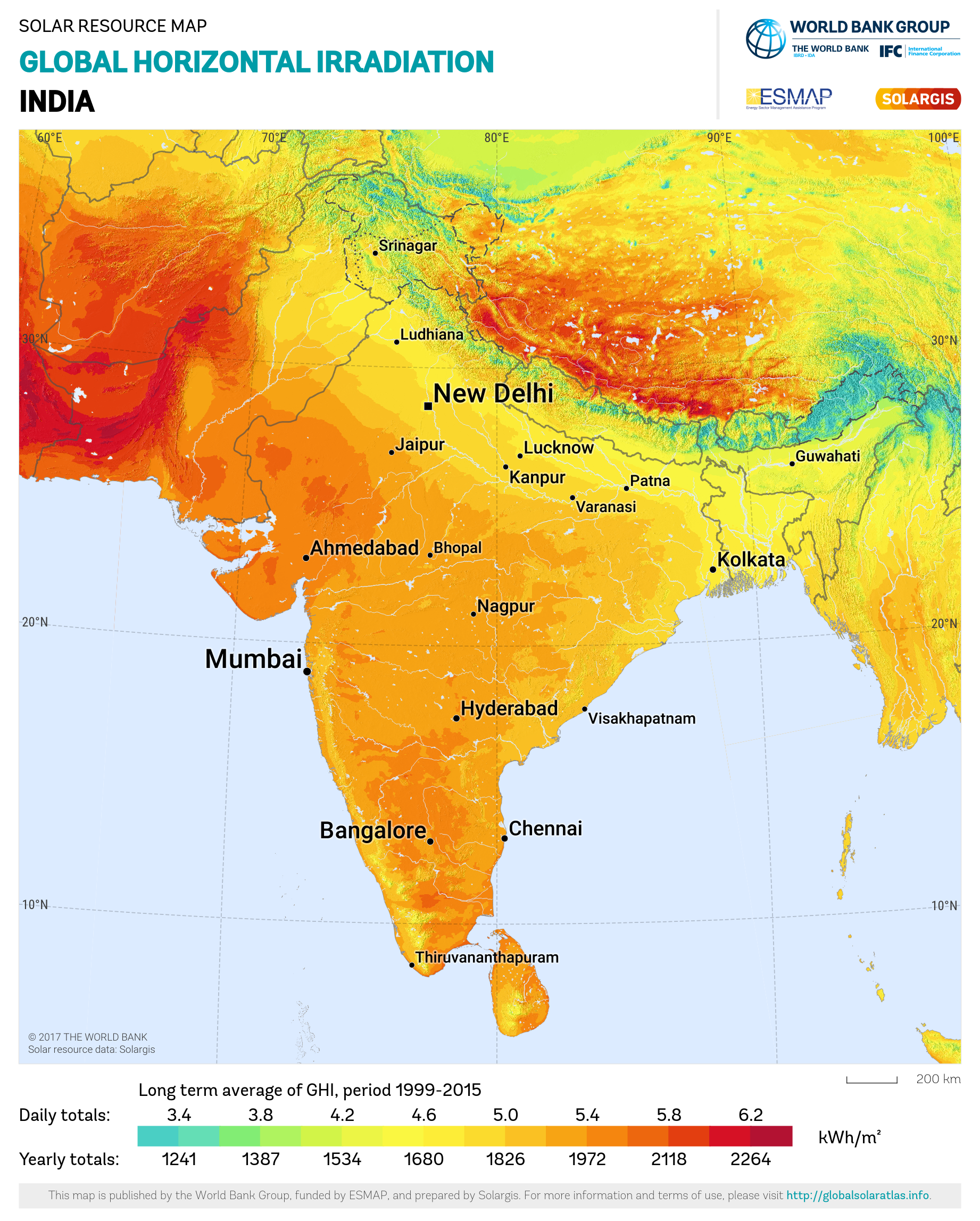
Irradiación horizontal global en la India.

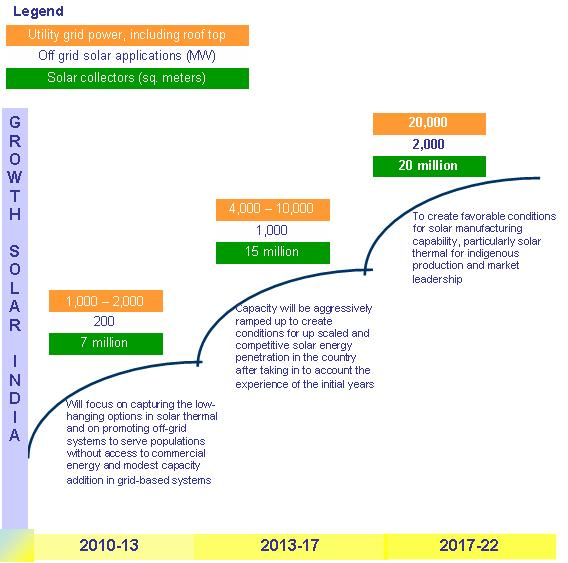
Objetivos del programa solar establecido por el gobierno en la India, hasta 2022.

Capacidad fotovoltaica total instalada en India hasta 2016.

La energía solar en la India se ha desarrollado de forma creciente desde principios de la década de 2010. India está densamente poblada y tiene también una gran irradiación solar, lo que hace del país uno de los mejores candidatos para el desarrollo de la energía solar fotovoltaica y solar térmica. De momento se han propuesto algunos proyectos a gran escala, y un área de 35 000 km² en el desierto de Thar se ha reservado para proyectos solares, suficientes para generar entre 700 GW y 2100 GW.
En julio de 2009, India desveló un programa de 19 000 millones de dólares para producir 20 GW de energía solar para 2020. Bajo este plan, el uso de instalaciones solares y sus aplicaciones sería obligatorio en todos los edificios gubernamentales, al igual que en hospitales y hoteles.
De acuerdo a un informe de 2011, India se encuentra ante un conjunto de factores coadyuvantes que permitirá la adopción de la fotovoltaica a un "ritmo frenético durante los próximos 5 años y posteriormente". La caída en el precio de los paneles fotovoltaicos, principalmente de China pero también de Estados Unidos, ha coincidido con un incremento del precio de la electricidad en la India. El apoyo del gobierno y la abundancia del recurso solar han ayudado a impulsar la adopción de la tecnología solar, pero seguramente se haya necesitado también otro factor importante. India, "como economía en vías de desarrollo con una emergente clase media, se enfrenta ahora a una escasez de energía eléctrica que en ocasiones llega a suponer entre el 10 y el 13% de las necesidades diarias".
El parque solar Charanka, de 345 MW (uno de los mayores del mundo) fue puesto en servicio en abril de 2012 y ampliado en 2015, junto a un total de 605 MW en la región de Gujarat. La construcción de otros grandes parques solares ha sido anunciada en el estado de Rajasthan. También el parque solar de Dhirubhai Ambani, de 40 MW, fue inaugurado en 2012.
En enero de 2015, el gobierno indio incrementó de forma significativa su planes de desarrollo solar, estableciendo un objetivo de inversiones por valor de 100.000 millones de dólares y 100 GW de capacidad solar para 2022.
A comienzos de 2016, la potencia total instalada en India se situaba por encima de los 5 GW. India espera instalar unos 12 GW en 2016 para alcanzar rápidamente los 20 GW instalados, cumpliendo su objetivo de crear 1 millón de puestos de trabajo y alcanzar 100 GW en 2022.